# Bone's
Bone's Restauranter A/S eller Bone's er en dansk restaurationskæde med hovedsæde i Herning. Restaurantkæden er kendt for at sælge "ægte" amerikanske spareribs[kilde mangler] og temaet er generelt amerikansk, en menu kan således bestå af alt fra barbecue burgere til spareribs. Derudover har Bone's også salat og isbar. Bone's koncept er bygget op omkring den fiktive spareribs-elsker Sam Bone, den første restaurant gav også udtryk af at være en del af en amerikansk kæde, hvilket den ikke var. Den første restaurant åbnede i 1990 i Herning. Siden åbnede en række restauranter rundt omkring i Jylland. Kædens anden restaurant åbnede i Vejle og den tredje åbnede i Aarhus. 
I 2014 drev kæden 20 restauranter fordelt med 14 i Jylland, tre på Sjælland, én på Fyn, én i Flensborg, Sydslesvig, Tyskland og én i Nuuk, Grønland. Restauranten i Tyskland er et forsøg på om for at se om den kan løbe rundt uden for Danmarks grænser. I sommeren 2011 indgik Bone's et samarbejde med Lalandia-feriecentrenei Billund og Rødby. I første omgang åbnede en ny restaurant i Lalandia Rødby mens man senere ville beslutte, om en ny Bone's også skulle åbne i Lalandia Billund.

## Udsmykning
Alle restauranter er udsmykket med gamle amerikansk-inspirerede antikvariske ting, såsom bjørneskind, masker, jukeboxes, gamle fronte til amerikanske biler med mere. På den måde fremstår restauranterne som amerikanske, hvilket også er en del af konceptet. Alle disse ting anskaffes ved at Bone's ledelse hvert år drager til USA og kigger rundt på loppemarkeder, hvor man finder alle effekterne til væggene i restauranten.